# 川上親賢
川上 親賢（かわかみ ちかかた、生年不明 - 1911年〈明治44年〉4月23日）は、明治時代の官吏。

## 経歴
鹿児島県士族。1877年（明治10年）一等少警部を拝命する。のち陸軍に入り歩兵大尉に進み、1887年（明治20年）9月に後備役に編入した。
その後、台湾総督府撫墾署技手、同署主事、岐阜県養老郡長、長野県更級郡長などを歴任した。
のち同県下水内郡長在任中、飯山青年倶楽部総会の宴にて脳溢血を起こし死去した。